# Magasin Schäfer
Magasin Schäfer var et dansk magain, der udkom 17 gange fra 1994 til 2004. Magasinets redaktion bestod af Kim Foss, Martin Kongstad, Morten Lindberg,Henrik List.og Claus Andersen